# دروازه نهم
دروازهٔ نهم (به انگلیسی: The Ninth Gate) فیلمی ساخته رومن پولانسکی محصول مشترک آمریکا، اسپانیا و فرانسه سال ۱۹۹۹ است.
دروازه نهم اثری معمایی، جنایی است پیرامون شیطان‌پرستان و تلاش آن‌ها برای راهیابی به قلمرو شیطان. شخصیت‌های فیلم که هر یک به دنبال این راهیابی هستند در واقع خود شیطان‌های کوچکی هستند که شرارت و جنون خود را با از بین بردن رقبایشان نشان می‌دهند، آن هم از طریق مکری که شیطان به کار برده و جالب آنجاست که در نهایت کسی به قلمرو شیطان دست می‌یابد که به نظر نمی‌رسید اصلاً در پی آن باشد.

## مشروح داستان
دین کورسو، یک دلال کتاب‌های کمیاب در نیویورک، توسط بوریس بالکان، یک کلکسیونر ثروتمند، استخدام می‌شود. بالکان نسخه‌ای از کتاب «نه دروازهٔ پادشاهی سایه‌ها» نوشتهٔ آریستید دو تورشیا، نویسندهٔ قرن هفدهمی را به دست آورده است. گفته می‌شود این کتاب می‌تواند شیطان را احضار کند. بر اساس افسانه‌ها، تورشیا این کتاب را با همکاری شیطان نوشته و تنها سه نسخه از آن باقی مانده‌اند، زیرا او و آثارش به اتهام بدعت‌گذاری در آتش سوزانده شدند. بالکان معتقد است که تنها یکی از این سه نسخه واقعی است و از کورسو می‌خواهد که دو نسخهٔ دیگر را بررسی کرده و نسخهٔ اصلی را تشخیص دهد. در طول سفرهایش، کورسو با زنی مرموز (دختری) مواجه می‌شود که به نظر می‌رسد او را دنبال می‌کند.
کورسو با لیانا تلفر، بیوهٔ اندرو تلفر که نسخهٔ «نه دروازه» را به بالکان فروخته بود، ملاقات می‌کند. تلفر تلاش می‌کند کورسو را اغوا کرده و کتاب را از او بخرد. پس از اینکه آنها با هم رابطه برقرار می‌کنند و کورسو از فروش کتاب خودداری می‌کند، تلفر به او حمله کرده و او را بیهوش می‌کند. روز بعد، کورسو به کتابفروشی‌ای می‌رود که کتاب را به آن سپرده بود و صاحب کتابفروشی را پیدا می‌کند که مانند یکی از حکاکی‌های کتاب «نه دروازه» حلق‌آویز شده است. کورسو کتاب را بازپس می‌گیرد و به تولدو، اسپانیا می‌رود تا با برادران سنیزا، مرمت‌کنندگان کتاب که نسخهٔ بالکان را قبل از تلفرها داشتند، صحبت کند. آنها به او نشان می‌دهند که از میان نه حکاکی کتاب، تنها شش تای آن با امضای «AT» (آریستید دو تورشیا) و سه تای دیگر با امضای «LCF» (لوسیفر) هستند.
کورسو به سینترا، پرتغال سفر کرده و با ویکتور فارگاس ملاقات می‌کند که یکی از نسخه‌های «نه دروازه» را دارد. او متوجه می‌شود که در این نسخه نیز سه حکاکی با امضای «LCF» وجود دارد و این حکاکی‌ها تفاوت‌های ظریفی با نسخه‌های «AT» دارند. کورسو یافته‌های خود را به بالکان گزارش می‌دهد و بالکان از او می‌خواهد نسخهٔ فارگاس را به دست آورد. روز بعد، دختر مرموز کورسو را به دیدار فارگاس می‌برد، اما او را غرق شده می‌یابند. کورسو نسخهٔ سوختهٔ فارگاس را از شومینه بیرون می‌آورد و متوجه می‌شود که سه حکاکی «LCF» از آن کنده شده‌اند.
کورسو به پاریس، فرانسه می‌رود تا نسخهٔ سوم که متعلق به بارونس کس‌لر است را بررسی کند. بارونس که از کورسو و ارتباطش با بالکان آگاه است، ابتدا به او اجازه نمی‌دهد، اما پس از آگاهی از حکاکی‌های «LCF» اجازهٔ بررسی می‌دهد. کورسو مورد حمله قرار می‌گیرد و بارونس خفه شده و کتابخانه‌اش در آتش می‌سوزد. کورسو به هتل بازمی‌گردد و متوجه می‌شود که نسخهٔ بالکان گم شده و احتمالاً توسط لیانا دزدیده شده است.
دختر مرموز و کورسو لیانا را تا عمارت خانوادگی‌اش دنبال می‌کنند، جایی که یک آیین شیطانی در حال برگزاری است. بالکان مراسم را متوقف کرده، کتاب خود را پس می‌گیرد و لیانا را خفه می‌کند. کورسو که فکر می‌کند دختر برای بالکان کار می‌کند، او را رها کرده و به دنبال بالکان می‌رود. او با پیدا کردن سرنخی در وسایل بارونس کس‌لر، به یک قلعهٔ دورافتاده می‌رسد، جایی که بالکان در حال آماده‌سازی مراسمی برای احضار شیطان با استفاده از نه حکاکی «LCF» است. او کورسو را مجبور می‌کند تا مراسم را تماشا کند. بالکان معتقد است که مراسم به او قدرت و مصونیت از آسیب می‌دهد و برای اثبات آن خود را به آتش می‌کشد، اما به جای مصونیت، در آتش می‌سوزد. کورسو خود را آزاد می‌کند، حکاکی‌ها را بازیابی کرده و به بالکان شلیک می‌کند تا او را از عذابش خلاص کند.
در حالی که کورسو در ماشین بالکان نشسته، دختر مرموز ناگهان ظاهر شده و او را می‌بوسد. آنها سپس با یکدیگر رابطه برقرار می‌کنند، در حالی که قلعهٔ در حال سوختن در پس‌زمینه دیده می‌شود. در طول این رابطه، چهره و چشمان دختر تغییر می‌کنند.
بعداً، دختر به کورسو توضیح می‌دهد که مراسم بالکان شکست خورد زیرا حکاکی نهم جعلی بود. وقتی برای سوخت‌گیری توقف می‌کنند، دختر ناپدید می‌شود، اما یادداشتی برای کورسو باقی می‌گذارد که او را به برادران سنیزا هدایت می‌کند. کورسو به کتابفروشی آنها می‌رود، اما آنها ناپدید شده‌اند و فروشگاه تخلیه می‌شود. در میان اسباب‌کشی، کاغذی غبارآلود از بالای قفسه پایین می‌افتد. این حکاکی اصیل است که زنی شبیه دختر را نشان می‌دهد که بر روی موجودی اژدها مانند در برابر قلعه‌ای در سپیده‌دم سوار است. اکنون که کورسو هر نه حکاکی اصیل را در اختیار دارد، به قلعه بازمی‌گردد. دروازه‌ها به‌طور خودکار باز می‌شوند و نوری قدرتمند منتشر می‌کنند، در حالی که کورسو وارد قلعه می‌شود و سفری را از «نهمین دروازه» آغاز می‌کند.

## واکنش‌ها
دروازه نهم فیلمی است با فضاسازی قوی و داستانی پیچیده که نظرات متفاوتی را برانگیخته است.  در حالی که برخی منتقدان و تماشاگران آن را به دلیل ریتم کند و پایان مبهمش نقد کرده‌اند، دیگران از جو مرموز و سبک خاص آن لذت برده‌اند. 
نقدهای منتقدان:
در وب‌سایت Rotten Tomatoes، این فیلم امتیاز ۴۳٪ را بر اساس ۹۵ نقد به دست آورده است. اجماع منتقدان بر این است که «اگرچه فیلم از نظر سبک و فضاسازی قوی است، اما داستان آن بی‌هدف پیش می‌رود و اغلب غیرمنطقی به نظر می‌رسد. برخلاف تبلیغات، تقریباً هیچ ترسی در آن وجود ندارد».  
در Metacritic، فیلم امتیاز ۴۴ از ۱۰۰ را بر اساس ۳۰ نقد دریافت کرده که نشان‌دهنده «نقدهای مختلط یا متوسط» است.  
راجر ایبرت، منتقد مشهور، پایان فیلم را ضعیف توصیف کرده و گفته است: «در پایان، من به دنبال جلوه‌های ویژهٔ چشمگیر نبودم، اما آرزو داشتم اطلاعاتی شگفت‌انگیز دریافت کنم — چیزی فوق‌العاده، نه فقط محوشدگی به سفید».  
الویس میچل از نیویورک تایمز اظهار داشت که فیلم «تقریباً به اندازهٔ اجرای نمایش عروسکی از پروژهٔ جادوگر بلر ترسناک است، و نه به آن اندازه خنده‌دار». 
لس آنجلس تایمز فیلم را «بیش از حد آرام و بی‌توجه به ریتم داستان» توصیف کرد و اشاره کرد که «در حالی که یک تریلر کم‌قدرت می‌تواند مفهومی جذاب باشد، در واقعیت تنها تا حدی می‌تواند توجه ما را جلب کند». 

واکنش تماشاگران:
بر اساس نظرسنجی CinemaScore، تماشاگران به فیلم نمرهٔ "D−" دادند که نشان‌دهندهٔ نارضایتی عمومی است.  
در مقابل، برخی از تماشاگران فیلم را به دلیل فضاسازی مرموز و داستان پیچیده‌اش تحسین کردند.  برای مثال، یکی از کاربران نوشت: «دروازه نهم فیلمی واقعاً جوی و نسبتاً پرتعلیق است. نمی‌توانم کمک کنم که در آن غرق نشوم و انگار دنیا مرا جذب می‌کند».